# روبرتو دي مايو
روبرتو دي مايو (بالإيطالية: Roberto Di Maio)‏ هو لاعب كرة قدم إيطالي في مركز الدفاع، ولد في 21 سبتمبر 1982 في نابولي في إيطاليا. لعب مع نادي ريميني ونادي كاتانزارو ونادي ليتشي.

## وصلات خارجية
- روبرتو دي مايو على موقع الاتحاد الأوربي (الإنجليزية)
- روبرتو دي مايو على موقع قاعدة بيانات كرة القدم.إي يو (الإنجليزية)
- روبرتو دي مايو على موقع Soccerway.com (الإنجليزية)
- روبرتو دي مايو على موقع عالم كرة القدم.نت (الإنجليزية)